# ورزشگاه آروسوالن
ورزشگاه آروسوالن (سوئدی: Arosvallen) یک ورزشگاه فوتبال در شهر وستروس، سوئد است.
این ورزشگاه که در سال ۱۹۳۲ تاسیس شده دارای ۱۰٬۰۰۰ نفر ظرفیت بوده و یکی از ورزشگاه‌های جام جهانی فوتبال ۱۹۵۸ بوده است.